# مسيرة السحاقيات

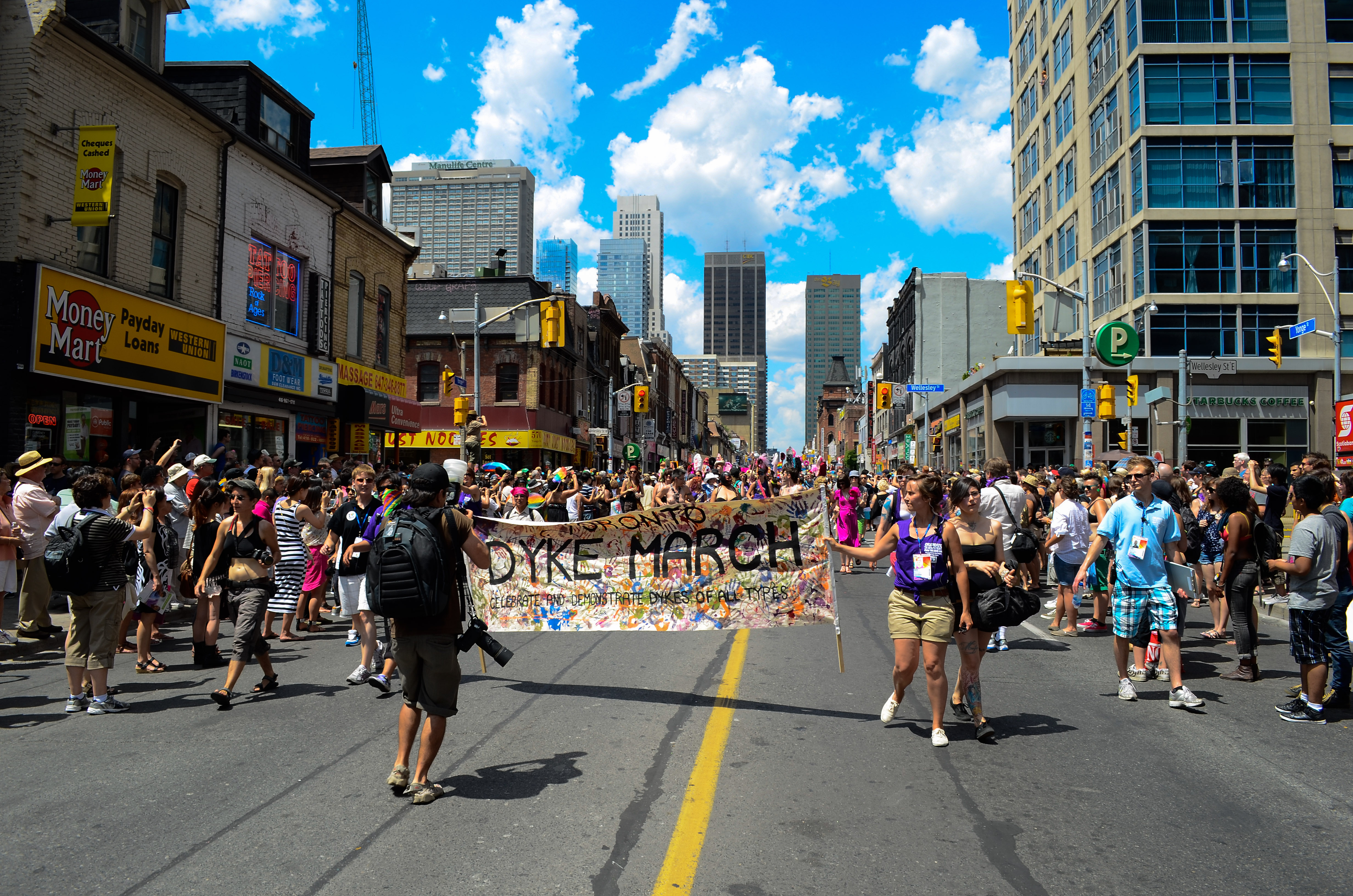
مسيرة سحاقيات في تورونتو عام 2012

مسيرة السحاقيات  (بالإنجليزية: Dyke March)‏ هي رؤية ومسيرة احتجاجية للسحاقيات على غرار مسيرة فخر المثليين ومظاهرات حقوق المثليين. الغرض الرئيس منها تحفيز النشاطية داخل مجتمع مثليات. تُنظَّم مسيرة السحاقيات عادةً يوم الجمعة أو السبت السابق لمسيرات فخر مجتمع الميم. عادةً ما تقيم المدن الكبرى فعاليات سواء قبل وبعد المسيرة) نزهات، وورش عمل، ومهرجانات فنية، وحفلات، وإعانات، وحفلات راقصة، وتجمع في الحانات) بهدف التفاخر لتعزيز بناء المجتمعات؛ لتوعية فئات معينة مثل: النساء المسنات، والنساء الملونات، ومجموعات الأبوة والأمومة عند المثليين.
تُقام اليوم مسيرات للسحاقيات في برلين ولندن في أوروبا، وفي كالغاري وهاليفاكس ومونتريال وأوتاوا وتورنتو وفانكوفر ووينيبيغ في كندا، وكذلك في أتلانتا، وبوسطن، وبوفالو، وشيكاغو، ولونغ بيتش، ومينيابوليس، ومدينة نيويورك، وأوكلاند، وفيلادلفيا، وبورتلاند، وسان دييغو، وسان فرانسيسكو، وسياتل، وواشنطن العاصمة، وويست هوليوود، ومدن أخرى في الولايات المتحدة.

## التاريخ

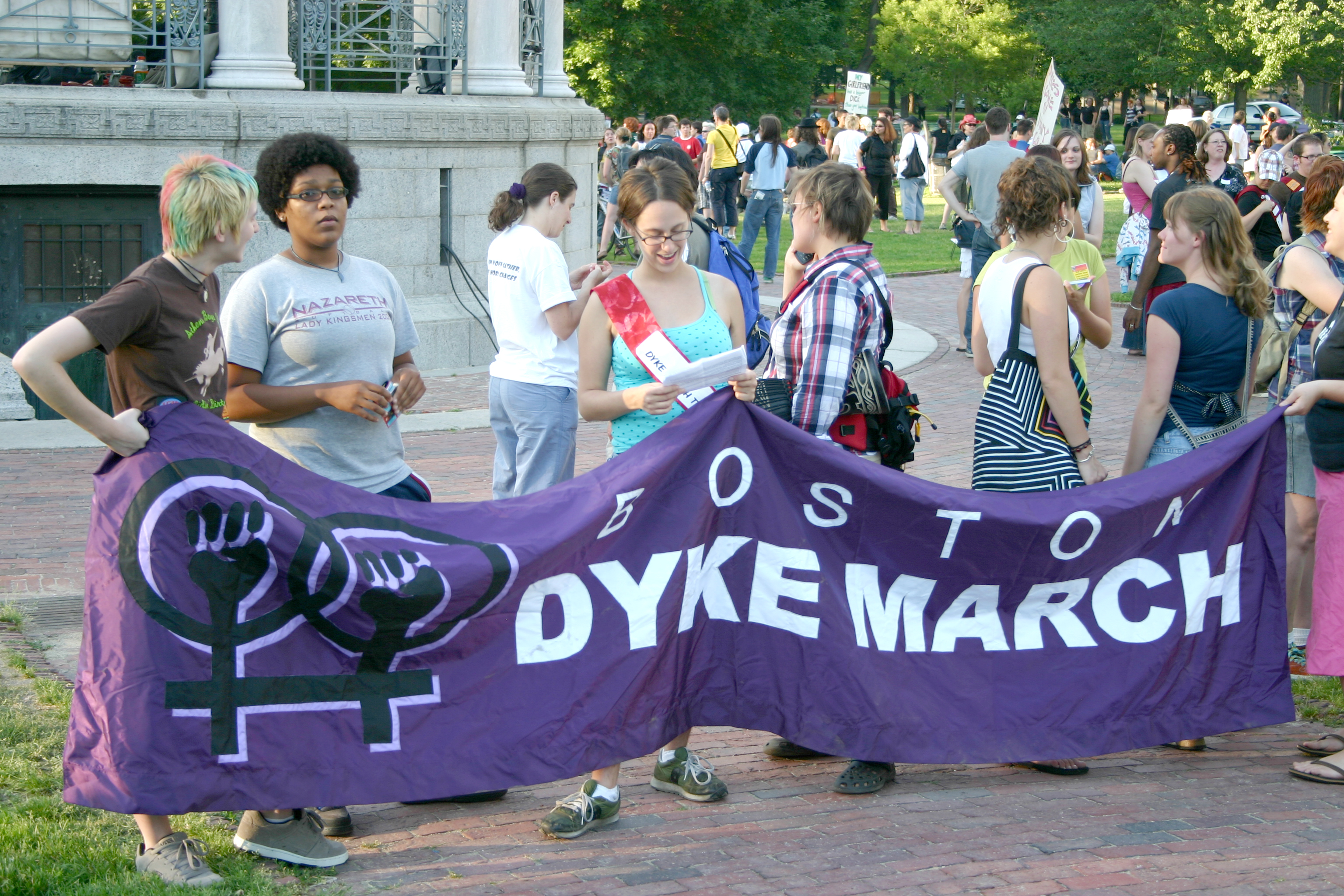
مسيرة سحاقيات في الولايات المتحدة عام 2008

قبل ظهور «مسيرة السحاقات» بشكلها الحالي، وُثِقت أولى مسيرات الافتخار بالمثلية في أمريكا الشمالية في مدينة فانكوفر، بمقاطعة كولومبيا البريطانية، في مايو 1981. سارت نحو مئتا سحاقية ممن حضرن المؤتمر الخامس لسحاقيات في شوارع وسط المدينة هاتفين: «انظروا هنا، انظروا هناك، مثليات في كل مكان!».
في وقت لاحق -أكتوبر عام 1981- نظمت منظمة «مثليات ضد اليمين» -المنحلة حاليًا- مسيرة «سحاقيات  في الشوارع» في تورنتو، أونتاريو متخذين من جمل مثل: «قوة مثليات  وفخرهن وبروز ظهورهن» شعارًا لهن. شاركت 350 امرأة في المسيرة.
جرت أول مسيرة سحاقيات في واشنطن العاصمة من خلال «المسيرة إلى واشنطن من أجل تساوي حقوق وحرية المثليين ومثليات ومزدوجي التوجه الجنسي» في 24 أبريل 1993. شارك في هذه المسيرة التي نظمتها مجموعة «المنتقمات المثليات» أكثر من عشرين ألف امرأة.
تُنظم معظم مسيرات السحاقيات في الوقت الحاضر في شهر يونيو، خلال الاحتفال بمسيرات الفخر والتي تصادف عادةً الذكرى السنوية لأعمال شغب ستونوول في الثامن والعشرين من يونيو 1969.

## فعاليات مسيرة السحاقيات
كان السبب وراء خروج مختلف مسيرات السحاقيات هو الاحتجاج على ما اعتبرنه العديد من النساء هيمنة الرجال المثليين البيض على الفعاليات المتعلقة بفخر المثليين على حساب مثليات  بشكل عام، والنساء الملونات بشكل خاص.

### أوروبا

#### ألمانيا
هناك مسيرة سحاقيات سنوية في هامبورغ وكولونيا بألمانيا. منذ عام 2017 أيضًا في هايدلبرغ، ومنذ عام 2018 في أولدنبورغ. ومنذ عام 2017 أيضًا في هايدلبرغ، ومنذ عام 2018 في أولدنبورغ. تكونت مسيرة سحاقيات في برلين في 2013، في حي كروزبيرغ الودود بمجتمع الميم. تُقام المسيرة سنويًا في شهر يونيو، في اليوم السابق لمسيرة فخر برلين.

#### المملكة المتحدة
نُظمت أول مسيرة سحاقيات في لندن عام 2012 وتُقام كل عام في يونيو. تضمنت مسيرة 2012 متحدثين من ضمنهم: ممثل مشروع سفرا -جمعية خيرية تستهدف مسلمات مجتمع الميم- وسارة براون، وهي ناشطة مثلية متحولة جنسيًا وعضو سابق في حزب الديمقراطيين الأحرار.
تؤكد مسيرة سحاقيات لندن على التنوع بما في ذلك البويز، وأحرار الجنس، والفام، والبوتش، ومثليات أحمر الشفاه.

### أمريكا الشمالية

#### الولايات المتحدة

##### شيكاغو
تُقام مسيرة سحاقيات شيكاغو في شهر يونيو منذ عام 1995، بدأت في حي آندرسُنفِل الودود مع مجتمع الميم. يعتبرها العديد من المشاركين «فرصة للاحتفال بأنفسنا لكوننا نساء، ومثليات، ولإخبار المجتمع أننا هنا».
في عام 2008، أعلن منظمو مسيرة سحاقيات شيكاغو أنها ستُقام في مكان جديد كل عامين متتاليين. يتغير مكان المسيرة كل سنتين أو ثلاثة لازدياد انتشارها في شيكاغو كاملةً.

##### نيويورك
أُقيمت مسيرات فخر منفصلة لمثليات الجنس في مدينة نيويورك في سبعينيات القرن العشرين، لكنها لم تتحول إلى تقليد مستمر. أُعيد إحياء مسيرة السحاقيات بواسطة مجموعة «المنتقمات المثليات بنيويورك» في يونيو 1993، بعد نجاح مسيرة سحاقيات واشنطن. أصبح العديد من أعضاء المنتقمات المثليات بمرور الوقت قلقات من فقدان برنامج (مسيرة شرف المثليين في نيويورك) لتأثيره السياسي، إذ لقي البرنامج قبولًا في المدينة وبدأت الشركات بمغازلته.
في يوم السبت السابق للاحتفالية، يجتمع المشاركون في حديقة براينت بارك استعدادًا للمسير في الجادة الخامسة باتجاه واشنطن سكوير بارك. بإمكان كل من كانت هويتها الجنسية «مثلية» الانضمام لمسيرة مثليات الجنس. ولهذا السبب، طُلب من الداعمين وغيرهم ممن لا يعتبرون «سحاقيات» الوقوف على الأرصفة والهتاف في المسيرات. تحضر نحو خمسة عشر ألف امرأة سنويًا هذا الحدث.
كما هو الحال بالنسبة لمسيرة سحاقيات في سان فرانسيسكو، لا يسعى المنظمون للحصول على تصريح، ويؤكدون على الجانب السياسي. على الرغم من وجود العديد من السهرات الليلية والحفلات التالية للمسيرة، فإن الحدث ليس للترفيه بقدر ما يتعلق بإبراز وجود نساء يعلنَّ عن أنفسهن داخل مجتمع الميم.[بحاجة لمصدر]

##### سان فرانسيسكو
أُقيمت أول مسيرة سحاقيات في سان فرانسيسكو في يونيو 1993،ويُحتفل به كل عام في يوم السبت الأخير من شهر يونيو. تبدأ المسيرة في حديقة ميشين دولوريس بارك بإلقاء الكلمات، والعروض الاحتفالية، والشبكات المجتمعية، وتنتهي في حي كاسترو ديستريكت. ليست المسيرة رسمية ويقوم بها متظاهرون مُحدثين إشاراتهم الخاصة، ويميل معظم الأشخاص للمشاركة بدلًا من مجرد المشاهدة. تشارك أعداد كبيرة في مسيرة سحاقيات سان فرانسيسكو.
يصطف المتفرجون المتحمسون لدعم النساء على جانبي الشوارع بطول طريق المسيرة. ظل الحدث سلميًا ومنظمًا إلى حد كبير حتى عام 2018. لم تتقدم لجنة مسيرة سحاقيات في سان فرانسيسكو في السنوات الأولى -مجموعة صغيرة من المتطوعات- بطلب للحصول على تصريح من المدينة، ولم يحصلن على تصريح بذلك ممارسن حقهن -وفقًا للتعديل الأول- في التجمع دون تصاريح، وغالبًا ما غيرن من أسلوبهن لتجنب الشرطة.

##### سياتل

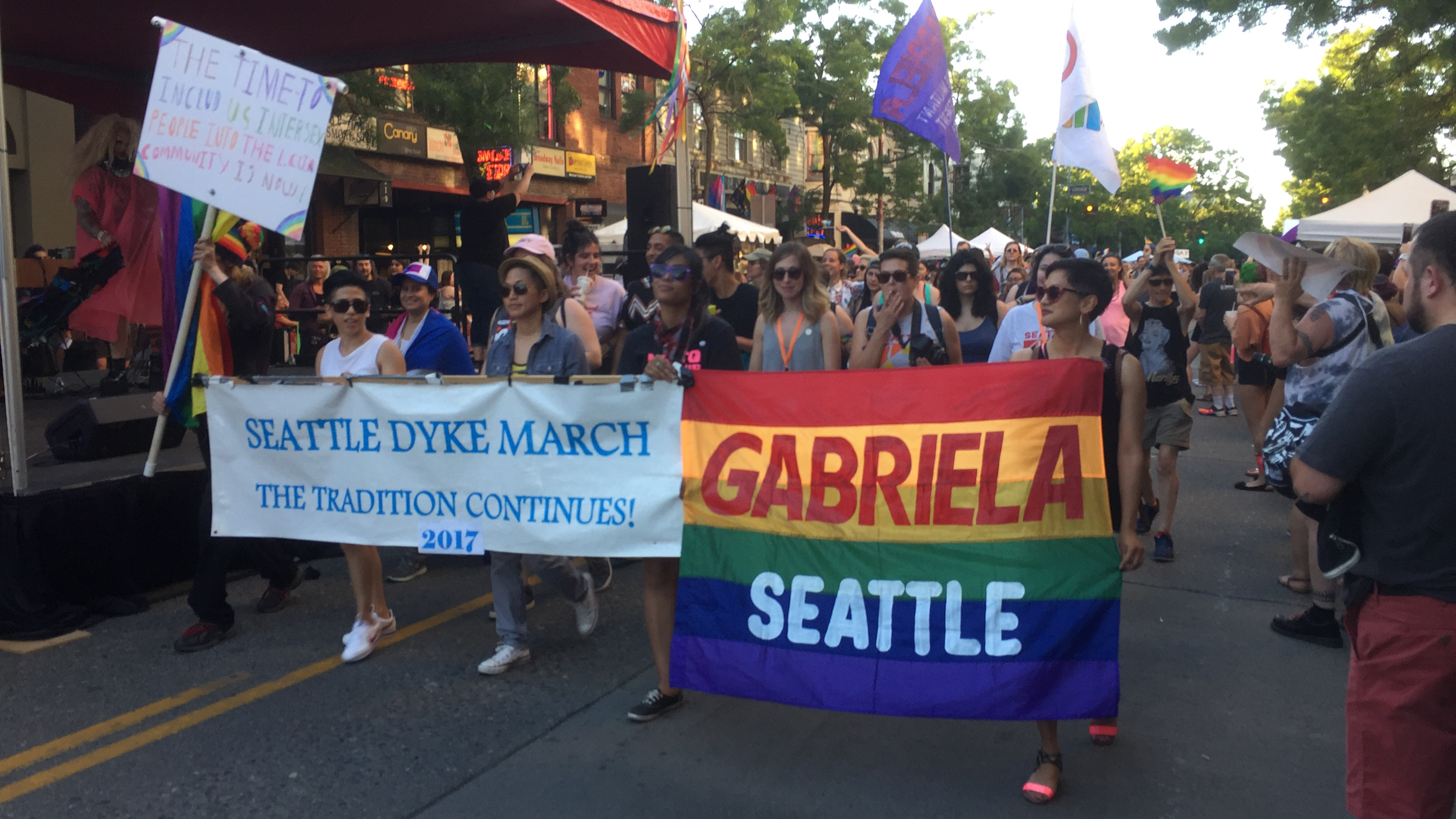
مسيرة سحاقيات في سياتل عام 2017

تُقام مسيرة سحاقيات سياتل يوم السبت السابق ليوم الفخر، وتبدأ بسباقات الرالي في الساعة الخامسة مساءً في كلية سياتل المركزية المجتمعية، تليها المسيرة في الشوارع في الساعة السابعة مساءً. يُقام السباق في الهواء الطلق، ويتضمن متحدثات وفنانات من النساء وأحرار الجنس، وتُترجم الفاعليات إلى لغة الإشارة الأمريكية. منذ أواخر العقد الأول من الألفية الثالثة تقدم المنظمون للحصول على تصريح. منذ عام 2007 تقريبًا، كان جمهور المسيرة نحو ألف امرأة، ويضمن التصريح أن تكون الشوارع ممهدة للمسيرة.
واشنطن العاصمة
نُظمت مسيرة سحاقيات واشنطن العاصمة للمرة الأولى في أبريل 1993، ثم أُقيمت سنويًا في يونيو حتى عام 2007. بعد غياب دام 12 عامًا، عادت المسيرة في عام 2019 بشعار «سحاقيات ضد الترحيل» احتجاجًا على القضاء على إسكان ذوي الدخل المنخفض نظرًا للاستطباق. إلا أن المسيرة أصبحت غارقة في الجدل الناجم عن حظرها «الرموز الوطنية».

## حوادث معاداة السامية والرموز الصهيونية

### شيكاغو 2017

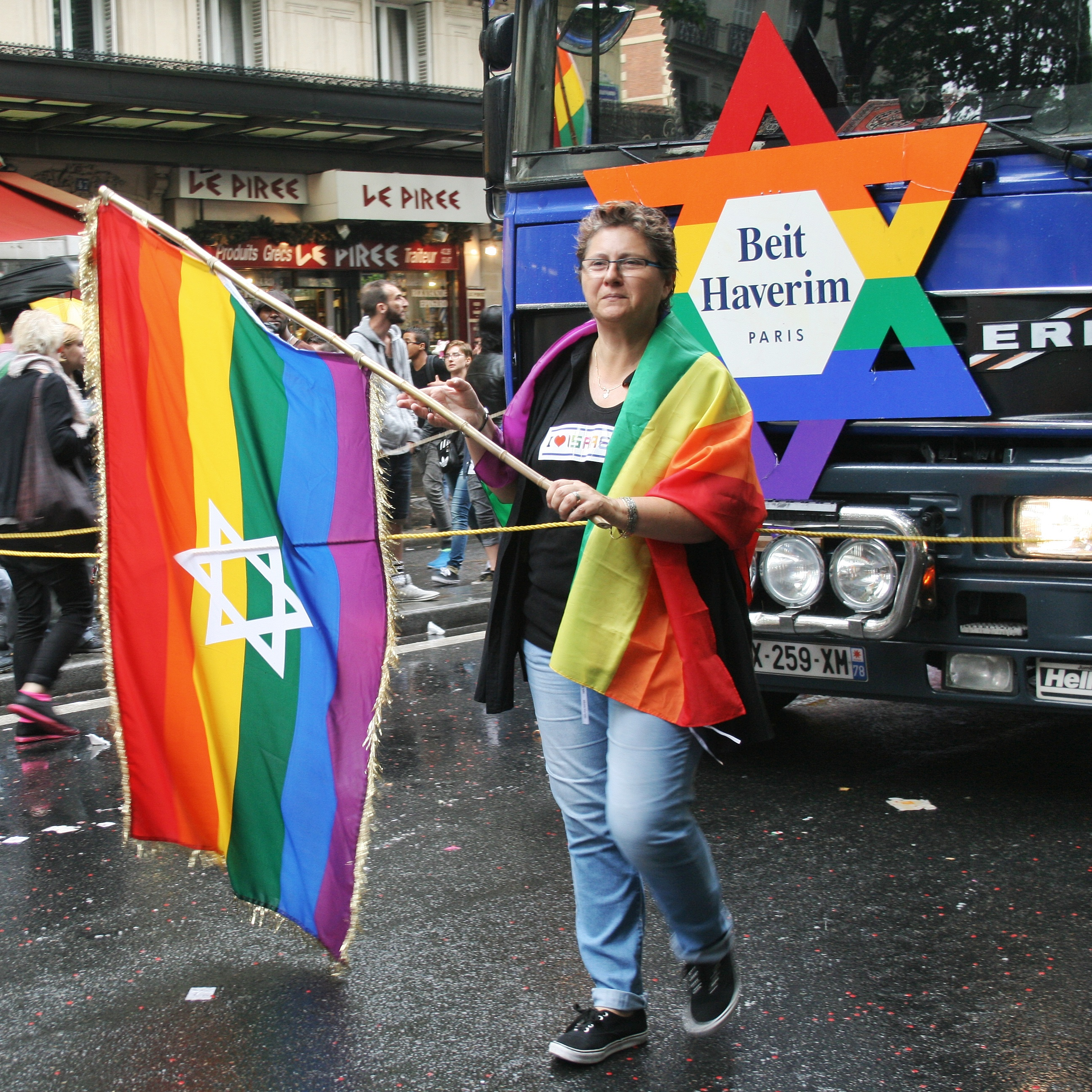
سحاقية مثلية يهودية في باريس عام 2014.

في عام 2017، استفرد منظمو مسيرة سحاقيات شيكاغو ثلاث نساء -من بينهم إليانور شوشاني أندرسون ولوريل غراوير- حملن أعلام فخر عليها رمز اليهودية، وبدأوا في استجوابهم بشأن موقفهن السياسي من الصهيونية وإسرائيل. بعد المناقشة، طلب المنظمون منهن مغادرة المسيرة، مصرين أن علم قوس قزح مع نجمة داود «جعل الناس يشعرون بعدم الأمان» وأن مسيرة السحاقيات كانت «مؤيدة للفلسطينيين ومعادية للصهيونية». أثار الحادث انتقادات واتهامات واسعة النطاق لمنظمي المسيرة بشأن معاداة السامية.